# Lacs de Louesque
Les lacs de Louesque sont un ensemble de trois petits lacs de montagne situés entre 2 275 et 2 338 mètres d'altitude au sein du cirque de Louesque, sur la commune d'Eaux-Bonnes. Ce sont des lacs du massif pyrénéen, situés en pays de Béarn.

## Géographie
Les laquets sont situés dans un petit cirque délimité par le Soum de Louesque (2 438 m), le pic de Louesque (2 554 m) et le Sanctus (2 482 m), dans le massif du Gabizos. Leurs eaux sont reliées et se déversent par le petit torrent de Louesque dans le Valentin, à 1664m d'altitude au niveau du Plaa de Batch.
Le plus grand des trois lacs fait 0.8ha. Tous disparaissent sous le manteau neigeux pendant la période hivernale.

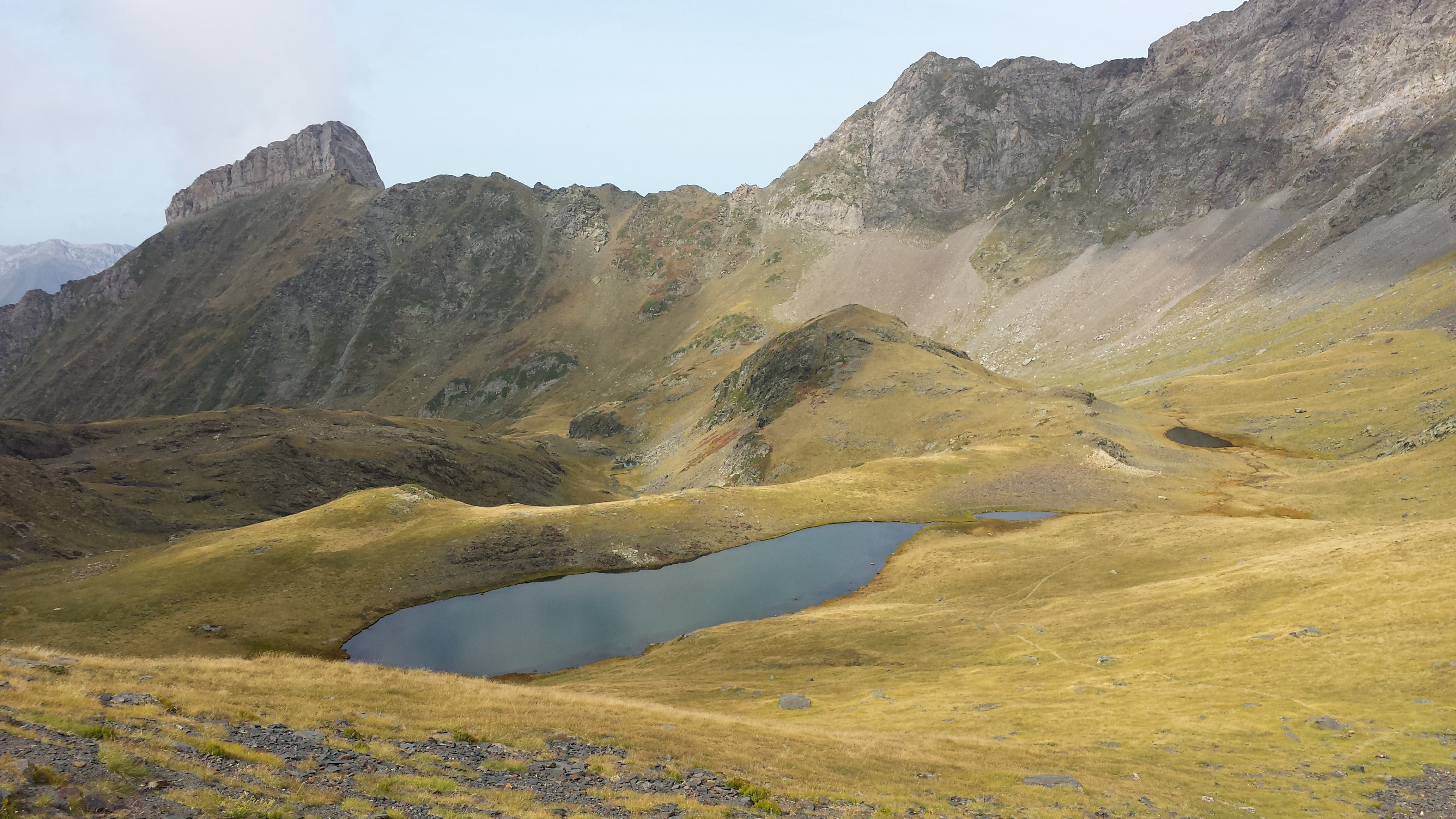
Les hauts lacs de Louesque depuis Sanctus.

## Géologie
Ce sont des lacs glaciaires qui occupent un creux (ombilic glaciaire) résultant de l'érosion par un glacier durant la dernière période glaciaire.

## Voies d'accès
Les laquets sont accessibles en 2h45 par le GR10 depuis Gourette en direction des lacs d'Anglas, Uzious et Lavedan : aux cabanes de Coste de Goua, traverser le Valentin par un sentier bifurquant sur la gauche, et montant le versant en direction du pic des Bécottes, tout en longeant le ruisseau de Louesque qu'il faudra traverser par un gué. Après un petit plateau à mi-parcours permettant d'à nouveau traverser le ruisseau, une dernière pente permet d'accès au cirque de Louesque. Le premier des lacs de Louesque apparaît alors. En le longeant et en suivant le ruisseau qui s'y jette on accède ensuite à deux lacs plus petits sur le plateau entre les pics de Louesque, de Sanctus et des Bécottes.